# Styx infernalis
Styx infernalis är en fjärilsart som beskrevs av Otto Staudinger 1875. Styx infernalis ingår i släktet Styx och familjen Riodinidae. Inga underarter finns listade i Catalogue of Life.